# NGC 3143
NGC 3143 ist eine Balken-Spiralgalaxie vom Hubble-Typ SBb im Sternbild Hydra südlich der Ekliptik. Sie ist schätzungsweise 155 Millionen Lichtjahre von der Milchstraße entfernt und hat einen Durchmesser von etwa 40.000 Lichtjahren. Vermutlich bildet sie gemeinsam mit NGC 3145 ein gravitativ gebundenes Galaxienpaar.
Im selben Himmelsareal befinden sich u. a. die Galaxien NGC 3133, NGC 3138, NGC 3139.
Das Objekt wurde im Jahr 1880 von Andrew Ainslie Common entdeckt.